# Луцій Юній Брут Дамасіпп
Луцій Юній Брут Дамасіпп (*Lucius Junius Brutus Damasippus, бл. 122 до н. е. — 82 до н. е.) — політичний та військовий діяч часів Римської республіки, виконавець антисулланського терору в Римі.

## Життєпис
Походив з роду нобілів Юніїв Брутів. Син Луція Юнія Брута та, ймовірно, Ліцінії Дамасіппи. Від матері взяв агномен Дамасіпп, щоб відрізнятися від інших Брутів. Про молоді роки немає відомостей. Під час Союзницької війни у 89 році до н. е. служив у штабі Гнея Помпея Страбона. Згодом став одним з активніших прихильників Гая Марія Старшого. Намагався перетягнути на свій бік брата Тіта Юнія Брута, але той відійшов від політичних справ.
У 83 році до н. е. командував військом маріанців на посаді легата, і зазнав поразки від Гнея Помпея. У 82 році до н. е. обіймав посаду претора. Під час своєї каденції за наказом консула Гая Марія Молодшого стратив низку видатних сенаторів-прихильників Луція Сулли, зокрема Публія Антістія, Квінта Муція Сцеволу, Луція Доміція Агенобарба, Гая Папірія Карбона.
При наближенні до Риму Луція Корнелія Сулли приєднався до Гнея Папірія Карбона в Етрурії, на чолі 2 легіонів був спрямований до Пренесте на допомогу Гаю Марію Молодшому, але не зміг туди пробитися. Після втечі Карбона об'єднався з самнитами на чолі із Понтієм Телезіною та луканами на чолі із Марком Лампонієм. Разом з військами інших маріанців — Гаєм Карріною та Гаєм Марцієм Цензоріном — брав участь у битві при Коллінській брамі, де маріанці зазнали нищівної поразки. Потрапив у полон до сулланців. Був страчений за наказом Сулли після битви біля Коллінськіх воріт, його голову відправлено до Пренесте.

## Родина
- Публій Ліциній Красс Юніан Дамасіпп, народний трибун 53 року до н.е.